# Hasenbürener Landstraße

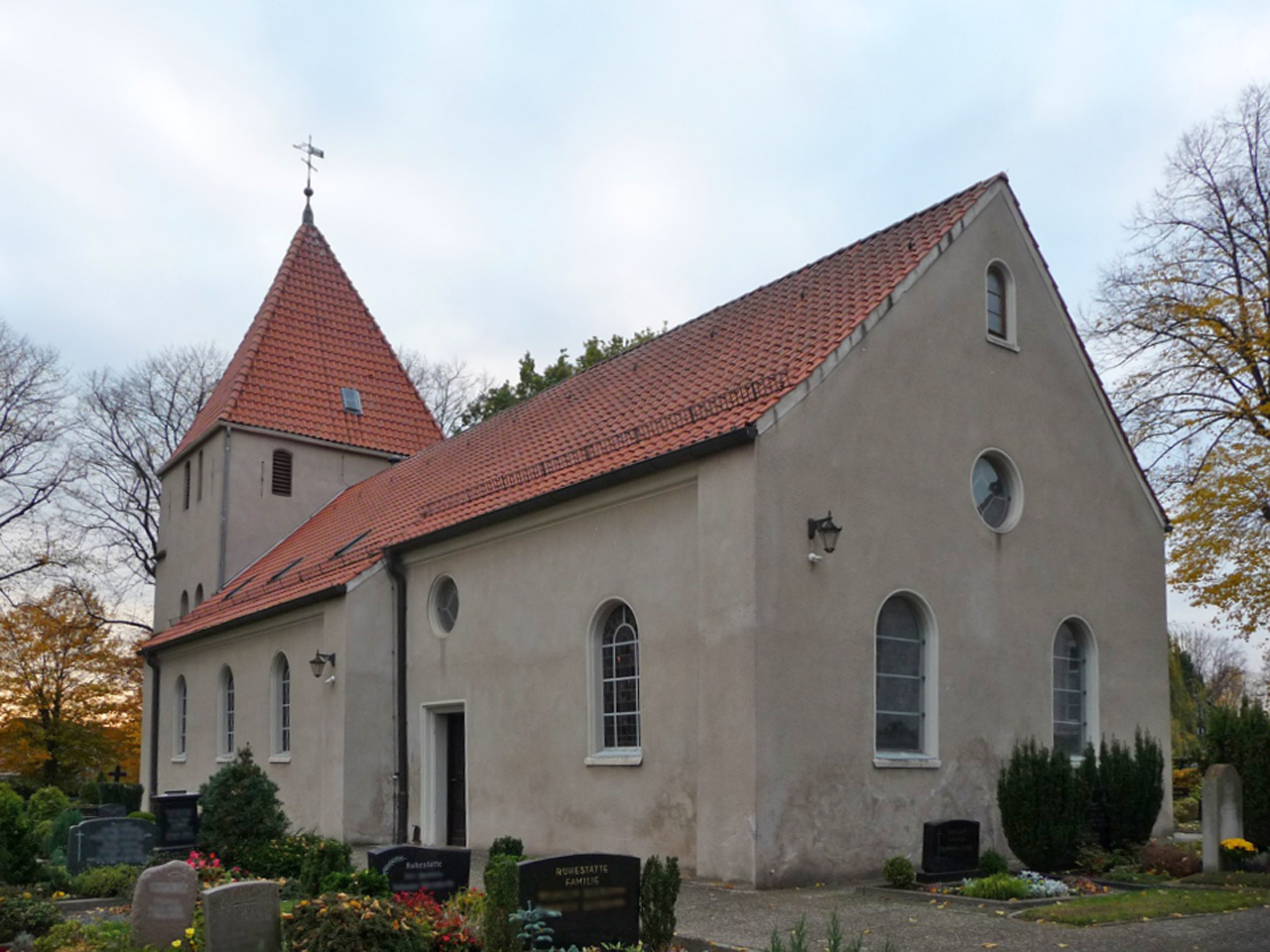
St. Jacobi

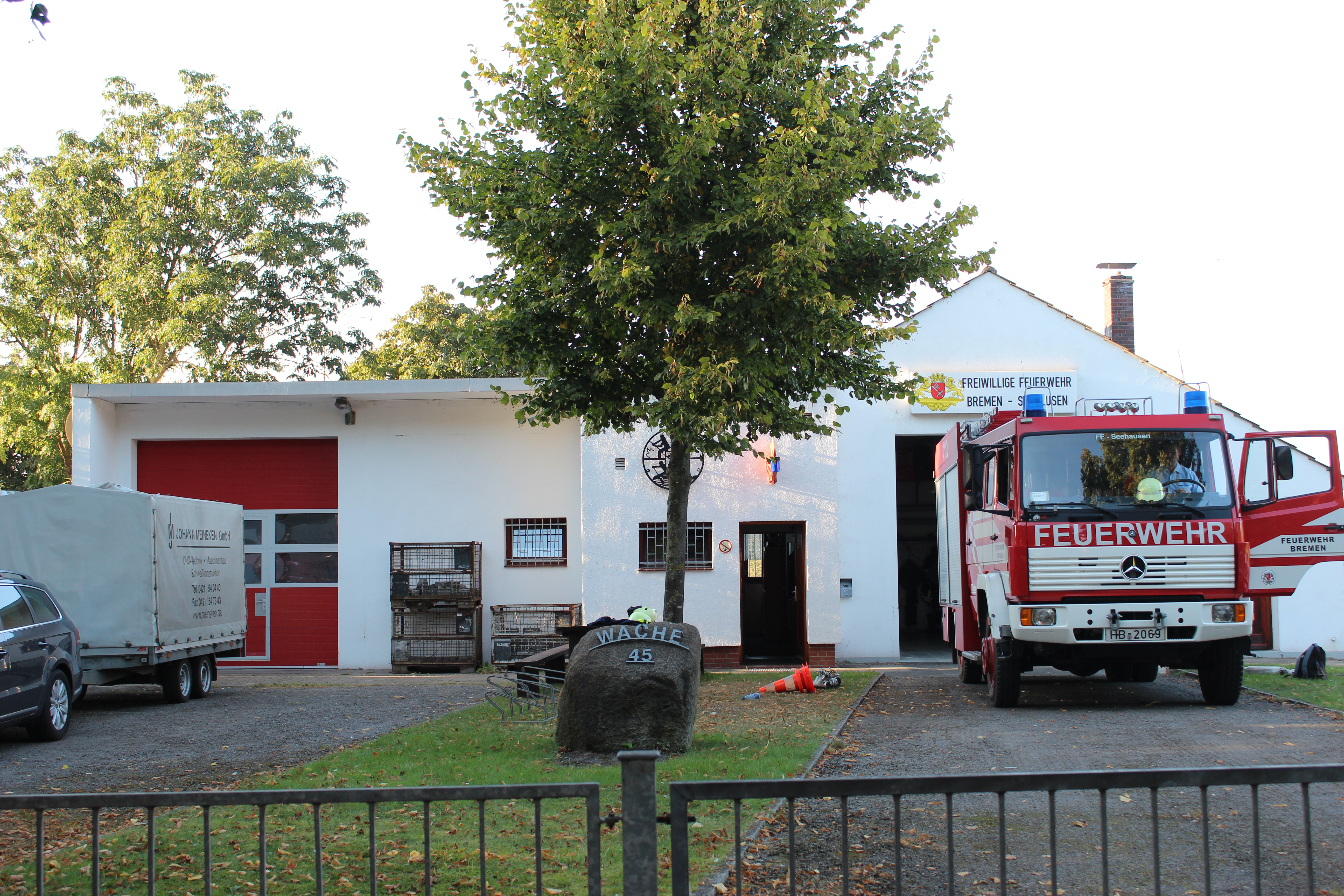
Freiwillige Feuerwehr Seehausen

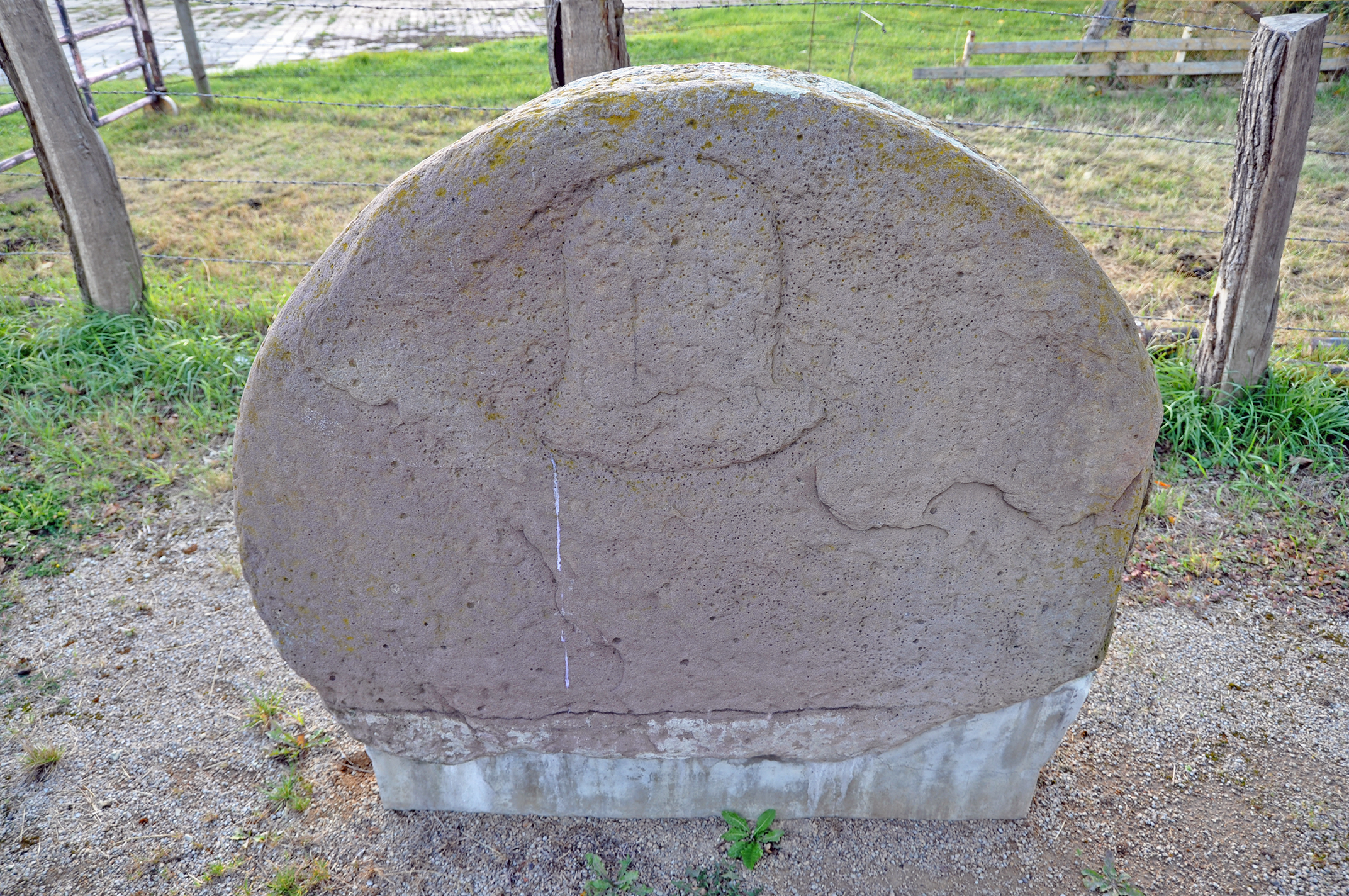
Glockenstein

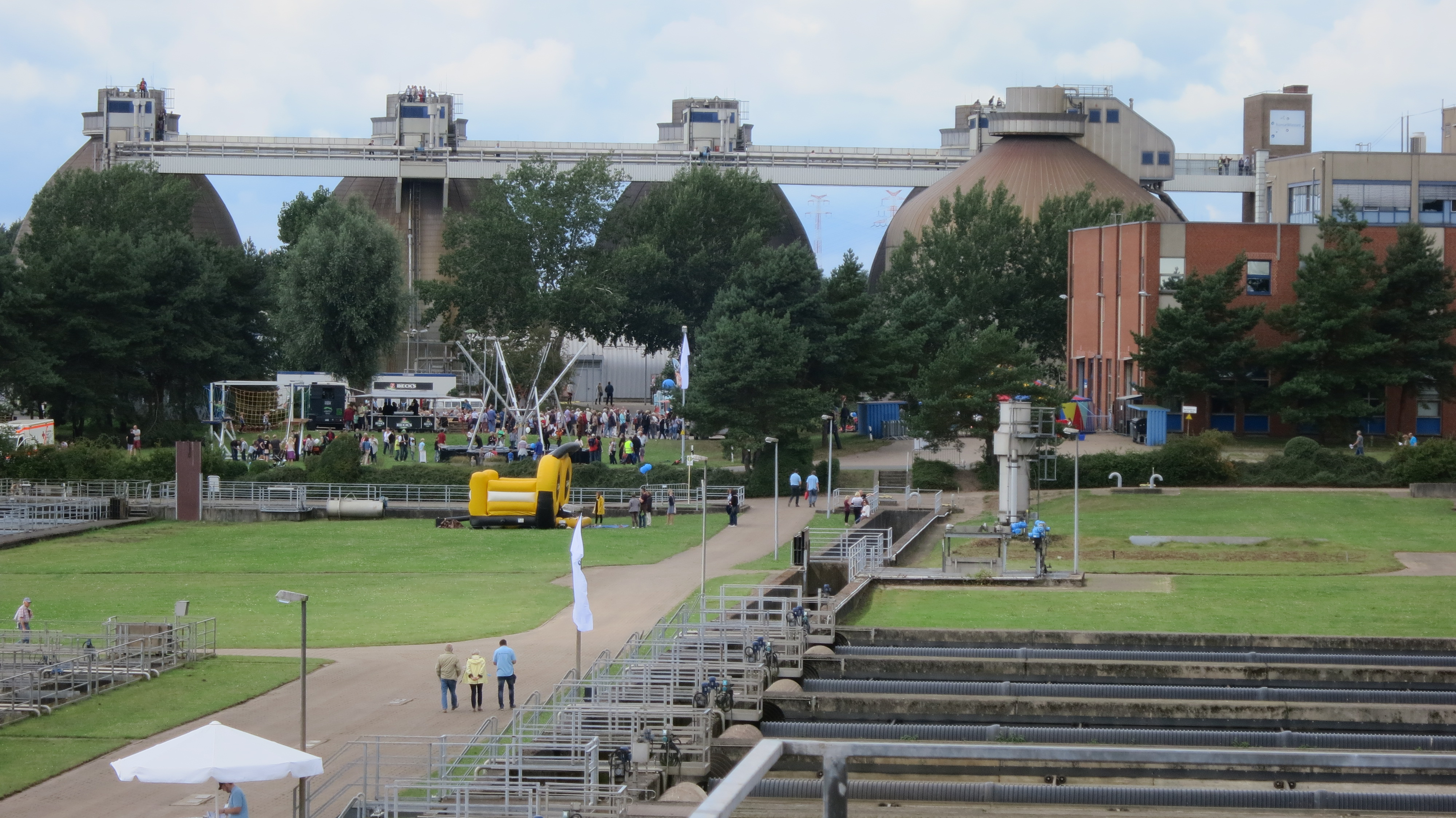
Klärwerk Seehausen

Die Hasenbürener Landstraße ist eine Erschließungsstraße in Bremen, Ortsteil Seehausen. Sie führt überwiegend in Ost-West-Richtung von der Seehauser Landstraße bis zum Hasenbürener Deich sowie zum Jachthafen an der Weser und zur Mündung der Ochtum.
Die Querstraßen und Anschlussstraßen wurden benannt u. a. als Seehauser Landstraße nach dem Ortsteil, Zum Bruchdeich 1995 nach einem Deichbruch an dieser Stelle, zwei unbenannte Straßen, Am Glockenstein 2009 nach dem alten Wahr- und Orientierungszeichen der Fischer bei Hasebüren, Weißefeldstraße (1952) / Wiedbrokstraße nach dem dortigen  Weidenbruch (Wied = Weide) und Hasenbürener Deich; ansonsten siehe beim Link zu den Straßen.

## Geschichte

### Name
Die Hasenbürener Landstraße wurde nach dem Ort benannt, der zusammen mit Seehausen ein Kirchspiel war. Hazenburen wurde 1319 zuerst erwähnt als ein Teil des ehemaligen Dorfes Büren, das noch aus Nedderstenburen, Middelburen und Lewenbüren bestand. Die Weser veränderte dann jedoch ihren Verlauf und es kam zu Trennung der Ortsteile durch die Weser. Lewenbüren ging in Hasenbüren auf.

### Entwicklung
Seehausen wurde erstmals 1187 als Sehusen erwähnt. Es gehörte zum Goh Vieland. Zuvor war hier eine Flottenstation der Römer. Das Kirchspiel Seehausen bildete mit Hasenbüren eine Gemeinde und war lutherisch. 1357 entstand der   Glockenstein. Ab 1804 gehörte der Ort zu Bremen. Die zentralen Straßen wurden Mitte des 19. Jahrhunderts gepflastert, die Hasebürener Landstraße 1876. Früher dominierten die Fischerhäuschen am Weg in der platten Marschenlandschaft.

### Verkehr
Die im Bau befindliche Bundesautobahn 281 quert Seehausen und führt als Tunnel unter der Weser nach Gröpelingen und zur A 27,  bzw. in süd-/östlicher Richtung zur Neustadt und zur A 1.
Im Nahverkehr in Bremen durchfährt die Buslinien 62 (Woltmershausen – Jachthafen) die Straße.

## Gebäude und Anlagen
An der Straße stehen zumeist eingeschossige Gebäude.
Bremer Baudenkmale
- Evangelisch-lutherische, gotische Pfarrkirche St. Jacobi vom 13. Jahrhundert, vermutlich 1234.[1][2]

Erwähnenswerte Gebäude und Anlagen
- Seehauser Landstraße 99: Kläranlage Seehausen von 1965, zweistufige Belebungsanlage von 1984, 1996 weiterer Ausbau, seit 1999 die hanseWasser Bremen als Betreiber
- Seehauser Landstraße Nr. 141: 1- und 2-gesch. Grundschule Seehausen
- Nr. 9: 1-gesch. Wohnhaus mit Fachwerkgiebel und Krüppelwalm
- Nr. 18a: 1-gesch. Gebäude mit Zwerchgiebel als Ortsamt Seehausen
- Nr. 58: 1-gesch. ehem. Bauernhaus mit Krüppelwalm
- Nr. 65: 1-gesch. Gebäude der Freiwilligen Feuerwehr Bremen-Seehausen von 1936
- Nr. 68: 1-gesch. Hasenbürener Krug seit 1973
- Nr. 78:  1-gesch. Bauernhaus mit Krüppelwalm
- Nr. 83: 2-gesch. Gasthaus und Hotel Weser Utkiek
- Nr. 102: 1-gesch. Bauernhaus mit seitlichem Scheunentor und reich dekoriertem Rotsteingiebel mit zwei runden Zierelementen über den Fenstern.
- Nr. 110: 1-gesch. Bauernhaus mit Grotdörgiebel in Fachwerk und großem Dielentor, darüber Tor für den Dachboden
- Am Glockenstein 23: Ausflugslokal Fährhaus Wessels von 1950 bis 2010/12 (abgerissen nach Deicherhöhung), früher betrieben von Ada und Hermann Wessels. Der Fährbetrieb wurde um 1975 eingestellt.[3]

 Gedenktafel 
- Glockenstein von 1357 mit der Reliefgestalt einer Glocke, erstmals 1682 erwähnt, Wahr- und Orientierungszeichen der Fischer, seit 2009 an dieser Stelle.[4]